# كوباتشي
كوباتشي (بالأوكرانية: Копачі) ، (بالروسية: Копачи) قرية كانت بالقرب من مدينة تشيرنوبيل ، أوكرانيا ، جنوب غرب حوض نهر بريبيات. بعد كارثة تشيرنوبيل في عام 1986م ، تلوثت القرية بسبب التداعيات وتم إخلاؤها فيما بعد وهي الآن داخل المنطقة المحظورة تشيرنوبيل ؛ وبالتالي تم التخلي عنها منذ عام 1986م.

## التاريخ
بعد أن تم إخلاء قرية كوباتشي من قبل السلطات ، تم هدم ودفن جميع المنازل كتجربة. لم تكن هذه القرية هي القرية الوحيدة التي عانت من هذا المصير نتيجة كارثة تشيرنوبيل.
الآثار الوحيدة المتبقية من القرية اليوم هي سلسلة من التلال وعدد صغير من الأشجار الباقية والتي ليست جزءًا من النباتات المحلية المحلية. تحتوي كل كومة على بقايا منزل واحد تعلوها لافتة تحمل رمز الإشعاع الدولي.أدت كارثة تشيرنوبيل إلى تلوث كوباتشي بدرجة عالية بتساقط إشعاعي عالي المستوى. 
```
روضة أطفال ومبنى آخر من الطوب هما البنايتان المعماريتان الوحيدتان اللتان بقيتا قائمتين ، وقد هُدمت جميع المباني الأخرى.

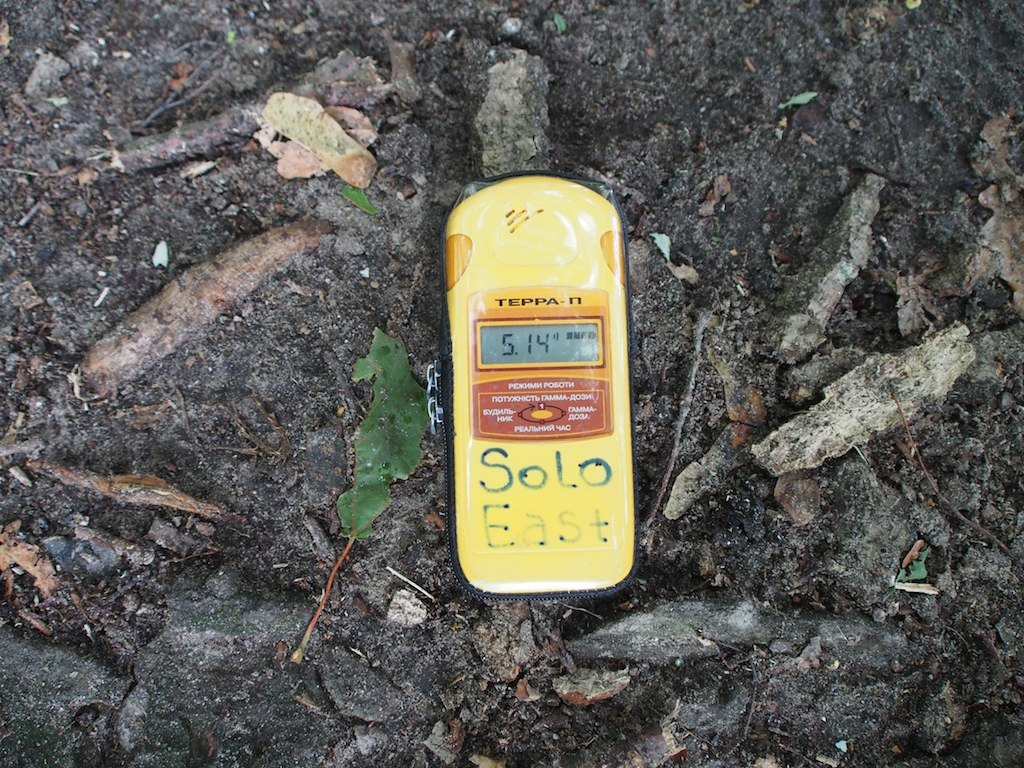

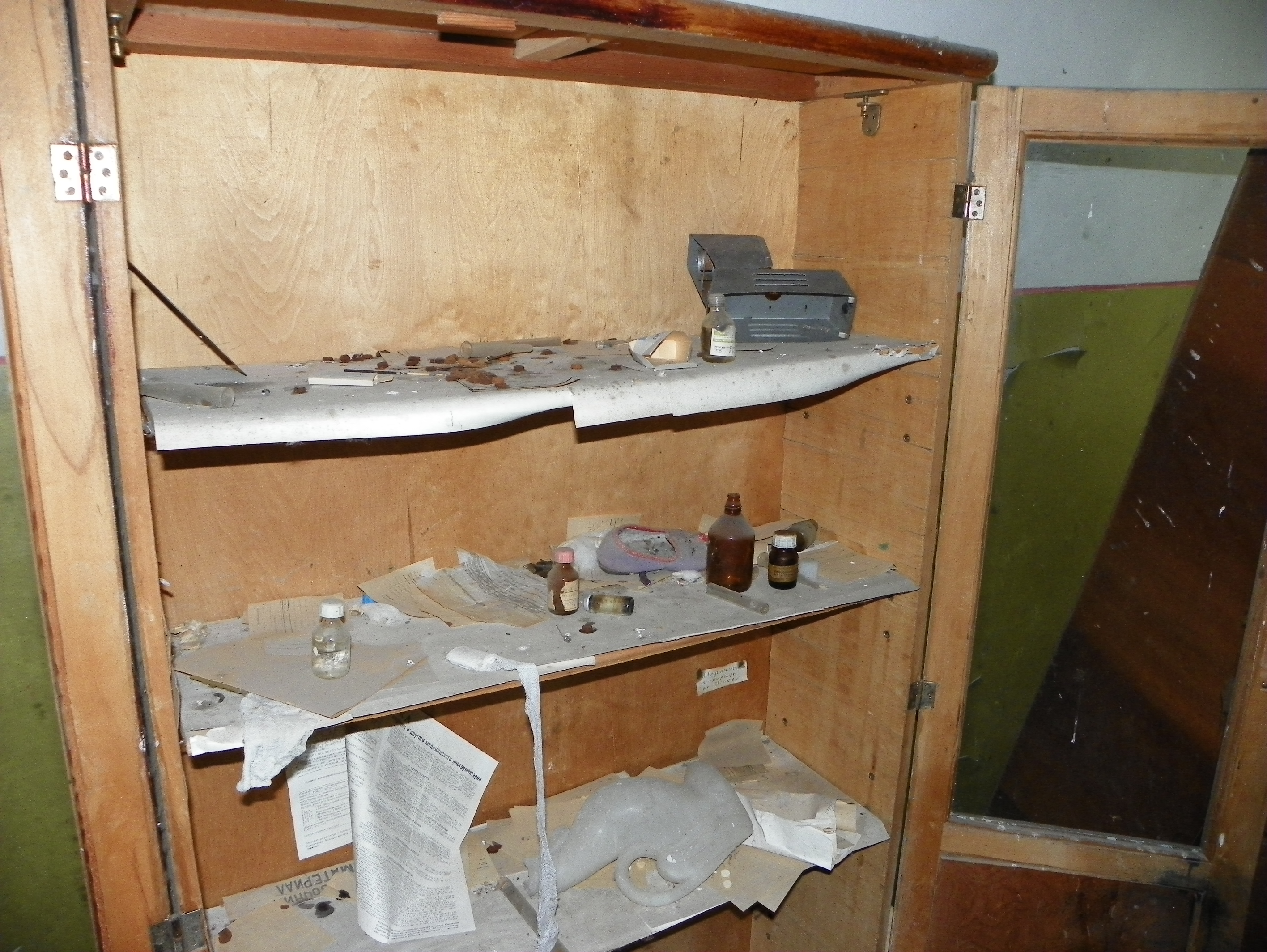

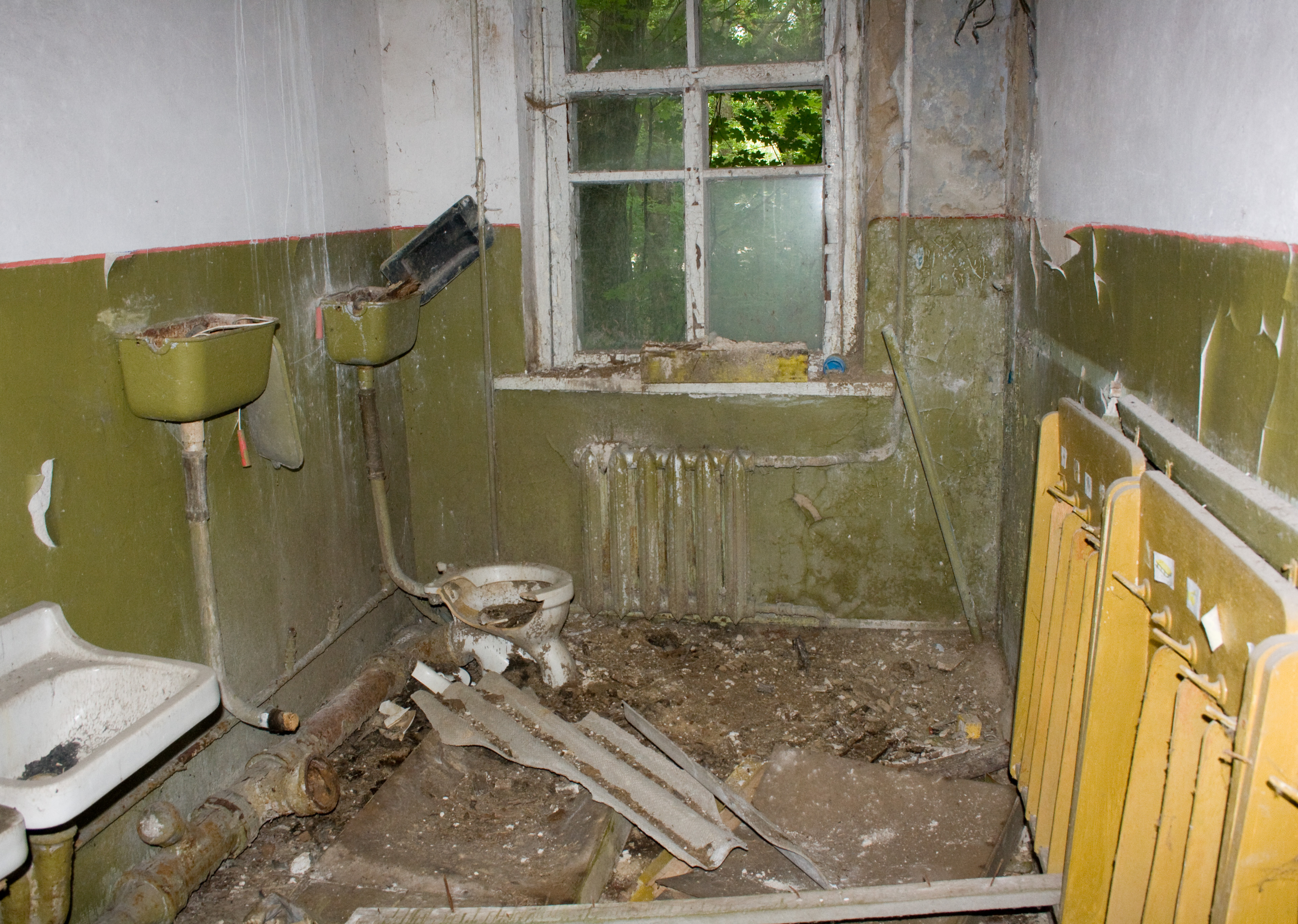

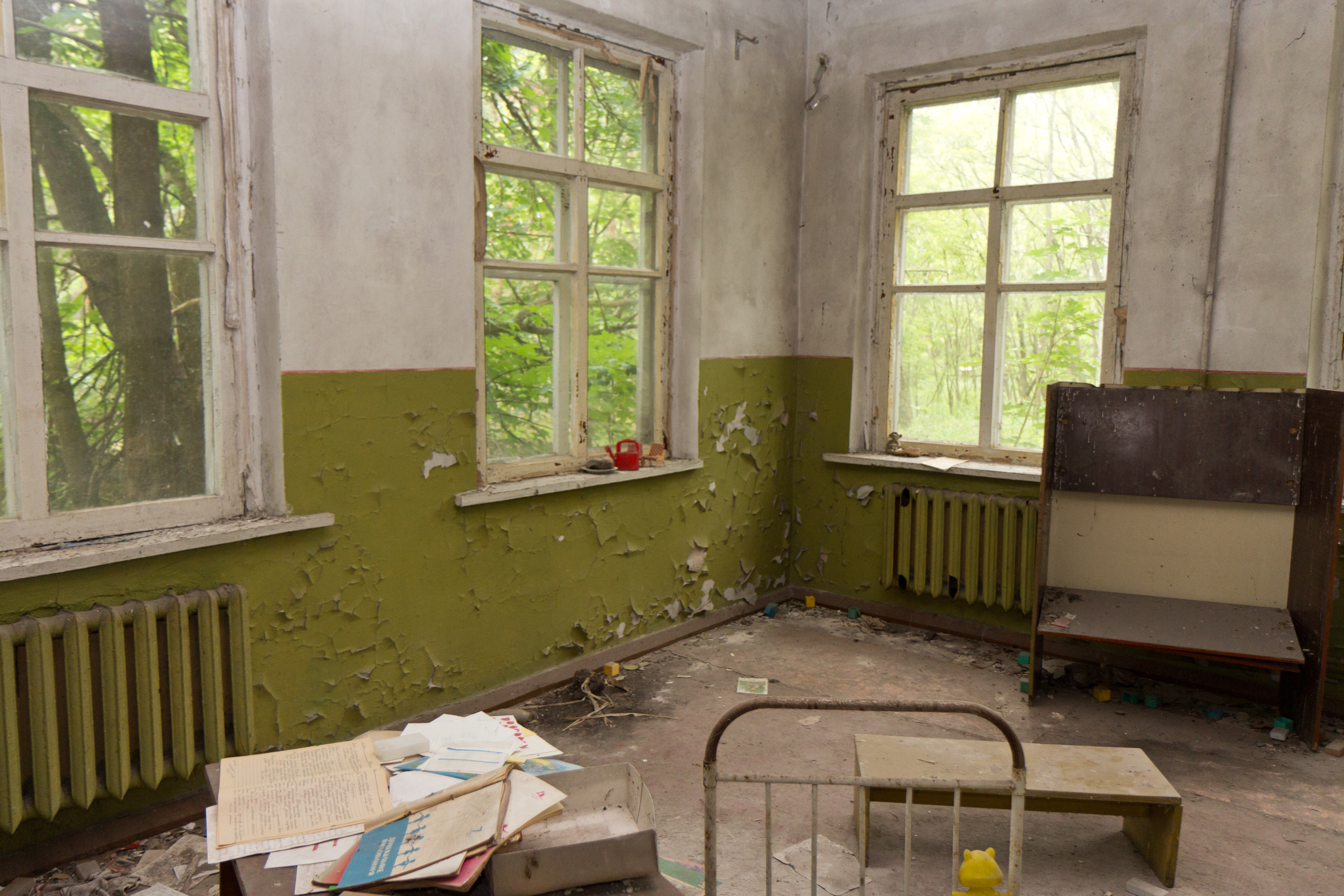

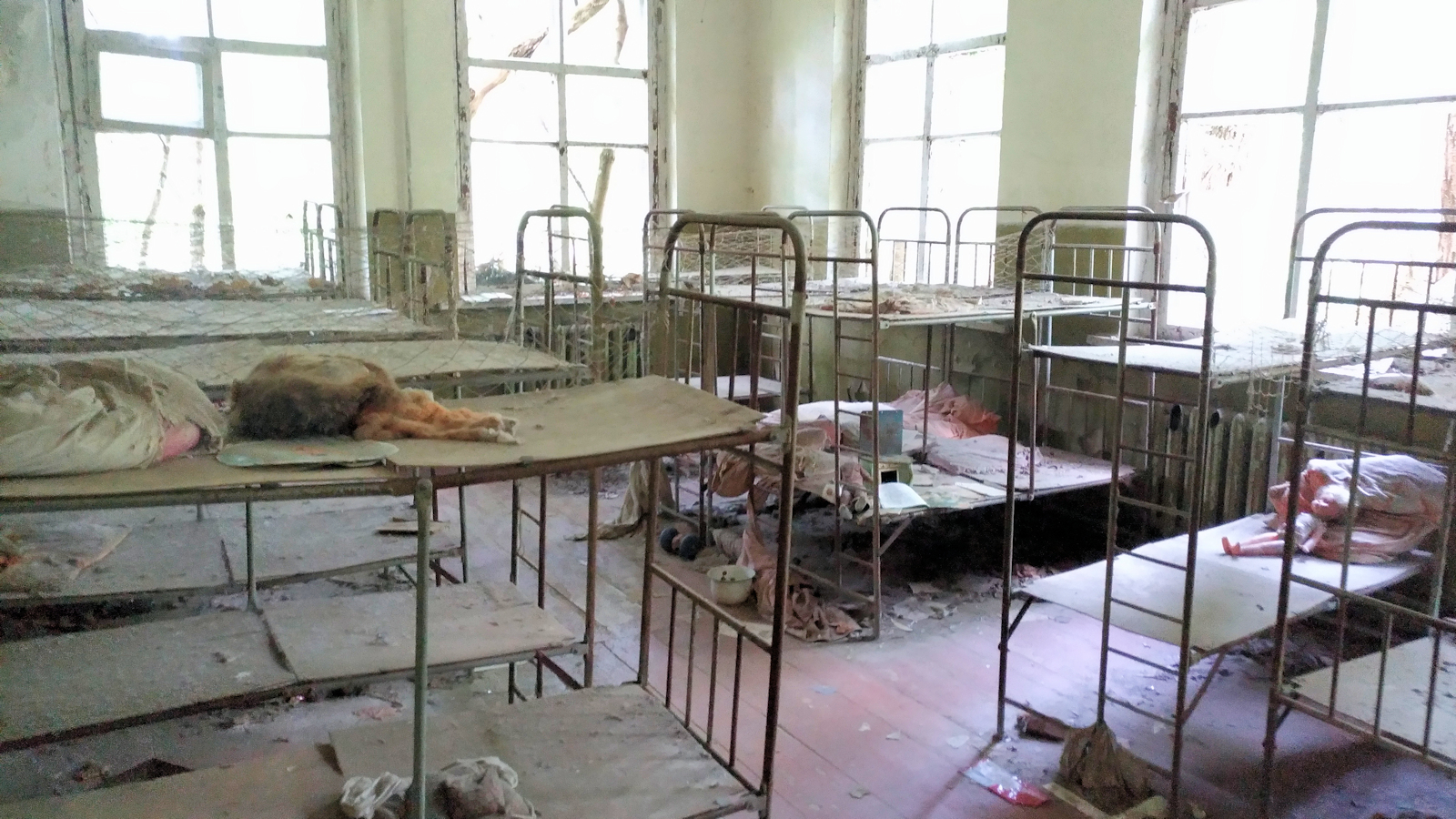

[
4
]
 لم تدرك 
الحكومة السوفيتية
 حقيقة أن هذه المباني والمنازل شديدة التلوث سوف تتسرب 
النظائر المشعة
 إلى منسوب 
المياه الجوفية
. أدى دفن المباني إلى دفع السموم المشعة إلى عمق البيئة. لا تزال التربة والمياه المحيطة بالقرية السابقة ملوثة بالمواد المشعة بما في ذلك 
البلوتونيوم
 
والسترونتيوم
 90 
والسيزيوم
 137. واجهت قرى أخرى في منطقة الاستبعاد المصير نفسه ، مما أدى إلى تلويث طبقة 
المياه الجوفية
.
```